# George Dunning (rajzfilmrendező)
George Dunning (Toronto, 1920. november 17. – London, 1979. február 15.) kanadai rajzfilmrendező és animátor.

## Életpályája és munkássága
Pályáját szülővárosában grafikusként kezdte. 1943-ban a National Film Board of Canada szerződtette, és Norman McLaren mellett dolgozott. 1944-ben mutatkozott be mint önálló alkotó, animátor és rendező. 1948-ban Franciaországban telepedett le, majd Angliába ment. Angliában a Graphic Associates cég, majd a TV Cartoons LTD hívta meg munkatársként. Az utóbbi helyen főként reklámprodukciókat készített. Az 1960-as években mindinkább a nemzetközi élvonalba került egyéni stílusú, ötletes alkotásaival. A repülő ember című filmje 1962-ben Annecyban elnyerte a Grand Prix-et. Legemlékezetesebb munkája a modern hangvételű Beatles-rajzfilm, A sárga tengeralattjáró. Több tévésorozatot is készített.

## Filmjei

### Filmproducerként
- A repülő ember (The Flying Man) (1962) (filmrendező és animátor is)
- Charley (1965)
- The Beatles (1965–1967)

### Filmrendezőként
- Zord mezők (Grim Pastures) (1944) (animátor is)
- Chants populaires no 2-3-4 (1944) (animátor is)
- Három vak egér (The Three Blind Mice) (1945) (animátor is)
- Rousselle kadét (Cadet Rousselle) (1947) (animátor is)
- Az alma (1959)
- Sárga tengeralattjáró (1968)

### Animátorként
- Felügyelő életveszélyben (1964)

## Díjai
- Annecy Nemzetközi Animációs Filmfesztivál nagydíja (1962) az A repülő emberért